# Горшков, Александр Иванович (лингвист)
Алекса́ндр Ива́нович Горшко́в (25 августа 1923, Ярцево — 9 февраля 2024, Москва) — советский и российский лингвист-русист, специалист по истории русского языка и теории литературного языка. Доктор филологических наук, профессор, заслуженный работник высшей школы РФ, лауреат премии Правительства РФ в области образования, член Союза писателей России, действительный член Академии российской словесности.

## Биография
Родился 25 августа 1923 года в г. Ярцево Смоленской области в семье ткацкого мастера.
Окончил факультет русского языка и литературы Московского государственного педагогического института им. В. И. Ленина и аспирантуру этого института по кафедре русского языка (научный руководитель — академик В. В. Виноградов). В 1949 году защитил кандидатскую диссертацию «Народно-разговорная лексика и фразеология в сатирических журналах Н. И. Новикова 1769—1774 гг.», с 1950 года был направлен на работу в Читинский государственный педагогический институт, в котором работал до 1962 года преподавателем, заведующим кафедрой русского языка и заместителем директора по учебной и научной работе. Член КПСС с 1952 года.
С января 1956 по май 1959 года находился в командировке в КНР, был руководителем группы специалистов в Харбинском институте иностранных языков, позже преобразованном в Хэйлунцзянский университет. В 1962—1973 годах работал в Коломенском педагогическом институте доцентом, заведующим кафедрой русского языка и проректором по научной работе. В 1969 году защитил докторскую диссертацию «Проза Д. И. Фонвизина в истории русского литературного языка».
В 1973 году был избран членом Международной комиссии по славянским литературным языкам при Международном комитете славистов. В этом же году был приглашён Ф. П. Филиным в Институт русского языка АН СССР, где до 1986 года работал старшим научным сотрудником, а затем заведующим сектором истории русского языка; с перерывом в один год (1976), когда был заместителем директора по учебной работе Института русского языка им. А. С. Пушкина.
С 1986 по 2016 год работал в Литературном институте им. А. М. Горького. Заведовал кафедрой русского языка и стилистики, был профессором этой кафедры и проректором по учебно-методической работе, заместителем председателя Совета УМО по образованию в области литературного творчества.
Находясь на пенсии, продолжал консультировать своих коллег. Увлекался фотографией.
Скончался 9 февраля 2024 года на 101-м году жизни. Прах захоронен в колумбарии на Преображенском кладбище.

## Научная деятельность
Преподавал почти все лингвистические дисциплины, предусмотренные учебными планами филологических факультетов, прежде всего — историю русского литературного языка, стилистику и старославянский язык. В научной работе следовал филологической концепции своего научного руководителя, академика В. В. Виноградова. Основное внимание уделял проблемам употребления языка, в частности — изучению языка как материала словесности. По этой проблеме в Литературном институте им. А. М. Горького с 1998 г. проводятся ежегодные научные чтения.
Впервые последовательно изложил теорию русского литературного языка. На основе разграничения уровней языковых единиц, текста и языка как системы разновидностей его употребления показал нетождественность различных «языковых программ» (теория трёх стилей, декларации Карамзина, дискуссия «о слоге» и т. п.) и реального развития русского литературного языка во второй половине XVIII — начале XIX в., раскрыл большое значение языка просветительской прозы (М. Д. Чулков, Н. И. Новиков, Д. И. Фонвизин, И. А. Крылов, А. Н. Радищев) в подготовке пушкинской языковой реформы. Разработал курс стилистики текста, обосновал её принципиальное отличие от так называемой лингвистики текста. Проделал стилистический анализ ряда произведений русской классической и новейшей русской словесности. Разработал виноградовское понимание словесной композиции текста как «системы динамического развертывания словесных рядов в сложном единстве целого», рассматривая словесные ряды как главные компоненты композиции. Выступал сторонником положения, что стилистика не делится на лингвистическую и литературоведческую, а является самостоятельным разделом филологии.
Автор около 140 научных и научно-методических работ, из них 20 книг — учебников и монографий по старославянскому языку, теории и истории русского литературного языка, стилистике, «языку художественной литературы», теории словесности. Несколько статей опубликованы в Польше, Германии, Югославии. Среди работ — первый после 1917 г. научно-методический и учебный комплект (программа, учебник, сборник задач и упражнений, методические рекомендации к ним) «Русская словесность», за который в 1999 г. ему была присуждена правительственная премия. Учебник «Русская словесность: От слова к словесности» с 1995 по 2010 г. издавался 9 раз.
Уделял много внимания работе со студентами, аспирантами, соискателями, стажёрами. Подготовил 15 кандидатов филологических наук, из которых 3 в дальнейшем при его консультативной помощи защитили и докторские диссертации.

## Основные работы
Книги
- История русского литературного языка: Краткий конспект курса лекций для студентов-заочников филологического факультета / Чит. гос. пед. ин-т. — Чита, 1960. — 158 с.
  - История русского литературного языка: (Краткий курс лекций). — 2-е изд. — М.: Высшая школа, 1961. — 195 с.
  - То же. — 3-е изд. — М.: Высшая школа, 1965. — 194 с.
- Старославянский язык: [Учебник для гос. ун-тов и пед. ин-тов]. — М.: Высшая школа, 1963. — 194 с.
  - То же. — 2-е изд., испр. и доп. — М.: Высшая школа, 1974. — 324 с.
- История русского литературного языка: [Учебное пособие для филологического факультета]. — М.: Высшая школа, 1969. — 366 с.
- Язык предпушкинской прозы. — М.: Наука, 1982. — 241 с.
- Теоретические основы истории русского литературного языка. — М.: Наука, 1983. — 160 с.
- Теория и история русского литературного языка. — М.: Высшая школа, 1984. — 319 с.
- Всё богатство, сила и гибкость нашего языка: А. С. Пушкин в истории русского языка. — М.: Просвещение, 1993. — 176 с.
- Курс старославянского языка в кратком изложении. — М.: Изд-во Лит. ин-та, 1994. — 129 с.
- Русская словесность: От слова к словесности: Учебное пособие для учащихся 10-11-х кл. шк., гимназий и лицеев гуманит. направленности. — М.: Просвещение, 1995. — 336 с.
  - То же. — 4-е изд., испр. и доп. — М.: Дрофа, 2000. — 462 с.
- Русская словесность: Методические рекомендации к учебному пособию для 10-11-х кл. «Русская словесность: От слова к словесности» : Кн. для учителя. — М.: Просвещение, 1996. — 111 с.
- Русская словесность: От слова к словесности : Сб. задач и упражнений: 10-11-е [кл.]: Пособие для учащихся общеобразоват. учреждений. — М.: Просвещение, 1997. — 256 с.
  - То же. — 2-е изд., испр. и доп. — М.: Дрофа, 2001. — 366 с.
- А. С. Пушкин в истории русского языка: Пособие для учителя. М.: Дрофа, 2000. — 286 с.
- Лекции по русской стилистике. — М.: Лит. ин-т им. А. М. Горького, 2000. — 269 с.
- Русская стилистика. — М.: АСТ-Астрель, 2001. — 367 с.
  - 3-е изд. М.: АСТ-Астрель, 2006.
- Старославянский (древнецерковнославянский) язык: Учебное пособие для студентов. — М.: АСТ-Астрель, 2002. — 141 с.
- Литературный язык и литература: Статьи по истории и теории литературного языка. — М.: Изд-во Литературного института им. А. М. Горького, 2007. — 192 с.
- Русская стилистика и стилистический анализ произведений словесности. — М.: Изд-во Литературного института им. А. М. Горького, 2008. — 543 с.
- Русский язык в русской словесности. — М.: Изд-во Литературного института им. А. М. Горького, 2015. — 247 с.

Статьи
- Лексика и фразеология «Науки побеждать» Суворова // Русский язык в школе, 1946, № 5-6. — 0,5 а. л. (первая публикация, в основе которой — курсовая работа, выполненная на 3-м курсе под руководством доц. Е. А. Василевской).
- О судьбе трёх стилей русского литературного языка во второй половине XVIII в. // Учен. Записки Читинского пед. Ин-та. Вып. 5. Чита, 1961. — 1,5 а. л.
- К истории стилей русского литературного языка («Письма из Франции» Д. И. Фонвизина и «Письма русского путешественника» Н. М. Карамзина) // Учен. Записки МОПИ им. Н. К. Крупской. Т. 204. Русский язык. Вып. 14. М., 1967. — 0,8 а. л.
- О становлении норм современного русского литературного языка на уровне текста // Slavistična revija, 1977, № 4. — 0,8 а. л.
- О предмете истории русского литературного языка // Вопросы языкознания, 1978, № 6. — 1 а. л.
- О композиции и языке рассказа К. Паустовского «Колотый сахар» // Очерки по стилистике художественной речи. М.: Наука, 1979. — 1 а. л.
- Композиция художественного текста как объект лингвистического исследования // Русский язык. Проблемы художественной речи. Лексикология и лексикография. Виноградовские чтения IX—X. — М.: Наука, 1981. — 0,8 а. л.
- Уровни исследования языка и филология. На материале русского языка // Язык и речь как объекты комплексного лингвистического исследования: Межвузовский тематический сборник. — Калинин, 1981. — 1 а. л.
- О дисциплинах, изучающих употребление языка // Русский язык за рубежом, 1981, № 3. — 0,4 а. л.
- Исторические основы современного русского литературного языка // Język literacki I jego warianty. Wyd. Polsk. akad. Nauk, 1982. — 0,5 а. л.
- Вопросы типологии текстов и развития русского литературного языка в послепушкинское время // Zeitschrift für Slawistik. Band XXIX, 1984, Heft 6. — 0,5 а. л.
- Отечественные филологи о старославянском и древнерусском литературном языке // Древнерусский литературный язык в его отношении к старославянскому. — М.: Наука, 1987.- 1,5 а. л.
- Русский язык // Очерки русской культуры XVIII века: Ч. 3 / под ред. Б. А. Рыбакова. — М.: Изд-во Моск. ун-та, 1988. — 3 а. л.
- Проблема народности русского литературного языка в первой половине и середине XIX века // МСЦ. Научни састанак слависта у вукове дане. 17. — 0,5 а. л.
- «Интертекстуальность» и межтекстовые связи // Слово и текст в диалоге культур. Юбилейный сборник (к юбилею В. Г. Костомарова). — М.: 2000. — 0,8 а. л.
- А. С. Шишков и его «Рассуждение о старом и новом слоге российского языка» // Русский язык в школе, 2004, № 1. — 0,6 а. л.
- Русский язык. Введение. Литературный язык // Очерки русской культуры XIX века. Т. 5. Художественная литература. Русский язык. — М.: Изд-во Моск. ун-та, 2005. — 4,5 а. л.
- Язык и словесность // Вестник Литературного института им. А. М. Горького, 2005, № 2. — 1 а. л.
- Язык как материал словесности (к постановке вопроса) // Филологический анализ текста. Сборник материалов межвузовской научно-практической конференции (Коломна, 12 — 13 апреля 2006). — Коломна, 2006. — 0,4 а. л.
- Стилистика — это стилистика // Вестник Литературного института им. А. М. Горького, 2007, № 1. — 0,5 а. л.
- О языке сатирической прозы Д. И. Фонвизина // Русский язык в школе, 2007, № 8. — 0,5 а. л.
- О проблеме языкового употребления // Вестник Литературного института им. А. М. Горького, 2012, № 2. — 0,8 а.л.
- Повесть М. Ю. Лермонтова «Тамань» (стилистические наблюдения) // Вестник Литературного института им. А. М. Горького, № 3. — 1 а. л.
- Автор и персонаж в словесной композиции художественного произведения // Язык — культура — история. Сборник статей к 80-летию профессора Л. И. Скворцова. — М.: Изд-во Литературного института им. А. М. Горького, 2014. — 1 а. л.

## Награды
Имеет государственные, отраслевые и общественные награды: Орден «Знак Почёта», орден Ломоносова, медали «За трудовое отличие», «За доблестный труд. В ознаменование 100-летия со дня рождения В. И. Ленина», «За труды и отечество» и др., почётные значки «Отличник просвещения РСФСР», «Отличник просвещения СССР», «За отличные успехи в работе высшей школы СССР», Почётную грамоту Министерства просвещения СССР, благодарности Правительства РФ и Президента РФ В. В. Путина. Занесен в книгу «Москва первопрестольная» в номинации «Политическая и культурная элита». Правительством КНР награждён медалью китайско-советской дружбы.